# Вавро, Денис
Де́нис Ва́вро (словац. Denis Vavro; род. 10 апреля 1996, Партизанске, Тренчинский край) — словацкий футболист, защитник немецкого клуба «Вольфсбург» и сборной Словакии. Участник чемпионата Европы 2024.

## Карьера

### Клубная
С 2012 года выступает за ФК «Жилина». Дебютировал в основном составе клуба 20 апреля 2013 года в матче Цоргонь-лиги против клуба «Тренчин» из одноимённого города. Итоговый счёт 2:1 в пользу шошонцев. Денис вышел в стартовом составе и отыграл весь матч. 23 апреля 2013 года Вавро во второй раз вышел на поле в матче высшей лиги. Тогда «Жилина» играла против клуба «Нитра». Это произошло на 60-й минуте, когда Денис заменил Давида Губу. Матч закончился поражением Жилины со счётом 1:2.
Летом 2019 года подписал пятилетний контракт с итальянским «Лацио».

### Международная
Денис выступал за юношескую сборную Словакии до 17 лет. Дебют Вавро в ней состоялся 31 августа 2012 года в товарищеском матче против Германии. Первый гол за сборную Денис забил 2 октября 2012 года в ворота сборной Испании на 80-й минуте встречи. В итоге, этот гол спас команду от поражения. Итоговый счёт 2:2. В общей сложности, Денис провёл за сборную 5 матчей без замен и забил 1 гол.

### Евро-2020
Полузащитник сборной Словакии получил положительный тест на коронавирус . Теперь он находится в изоляции и не выступит в матче 18 июня 2021 года.